# Senso di colpa

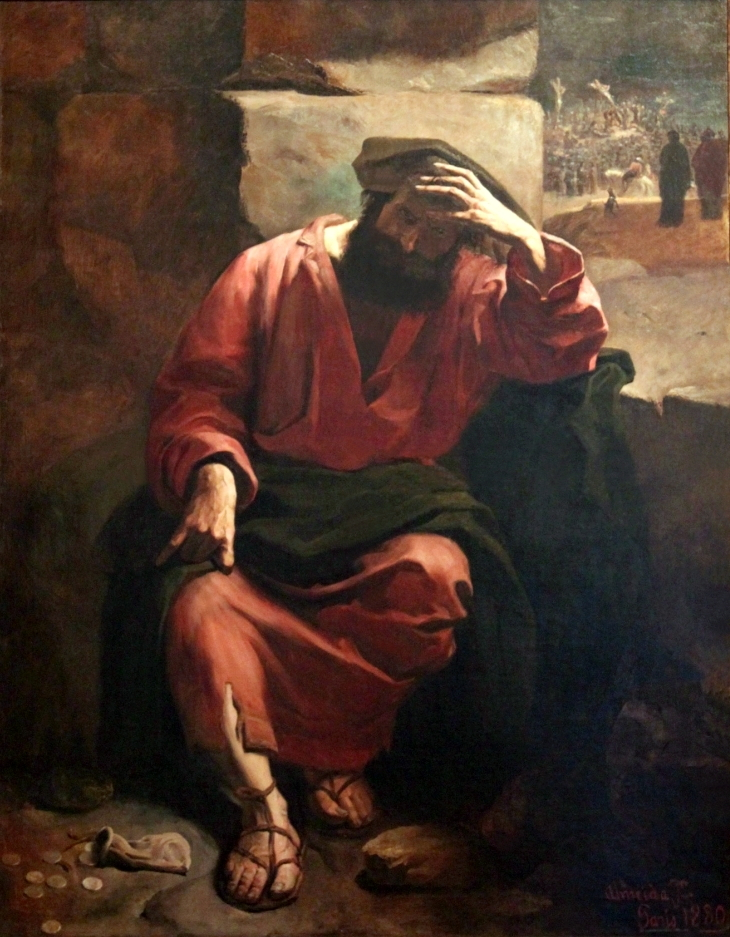
Il rimorso di Giuda (1880) del pittore brasiliano José Ferraz de Almeida Júnior

In psicologia il senso di colpa è un sentimento umano che, collegato alla colpa, intesa come il risultato di un'azione o di un'omissione che identifica chi è colpevole, reale o presunto, di trasgressioni a regole morali, religiose o giuridiche, si manifesta a chi lo prova come una riprovazione verso sé stessi.

## Il senso di colpa conscio
Il colpevole delle trasgressioni cioè spesso prova quel senso di colpa che può considerarsi un aspetto imprescindibile della costituzione umana nel suo progresso evolutivo che si manifesta con il senso di responsabilità che accompagna la libera scelta delle nostre azioni.
La psicoanalisi sostiene che nel corso dell'età evolutiva, prima si obbedisce alle regole per la paura di essere puniti o di perdere l'affetto delle persone da cui si dipende poi, crescendo, aumenta la consapevolezza e il dispiacere di aver fatto del male agli altri o a sé stessi e nasce il sentimento di responsabilità e il desiderio di riparare al danno causato.
Il senso di colpa, cioè, quando è conscio e motivato da azioni ritenute malvagie, realmente compiute, è riferibile a un meccanismo della coscienza evoluta che, se non è deformato, ci avverte di un disagio per aver infranto delle regole e ci stimola dunque a porre rimedio alle conseguenze dannose dei nostri atti.

## Il senso di colpa inconscio
Vi è anche un senso di colpa inconscio se determinato da sconosciute motivazioni irrazionali o fantasie  che differisce dal significato precedente assumendo quello di un'emozione che inficia la nostra autostima e la sicurezza in se stessi al punto di generare alcune patologie psichiche come ansia e depressione.
Secondo Freud questo fenomeno psichico risale a un momento dello sviluppo mentale nel quale non si percepisce una netta distinzione tra l'interiorità e il mondo esterno, tra pensiero e realtà per cui egli notava il comportamento di «delinquenti per senso di colpa» che compiono delitti per ricevere quel castigo dovuto per le loro colpe immaginarie ed inesistenti.
L'origine più profonda del senso di colpa, secondo l'analisi freudiana, è nel complesso di Edipo «in quanto da esso deriva la possibilità di distinguere tra "buono" e "cattivo", e soprattutto tra "buono" e "bene". Infatti, in seguito alla proibizione di possedere il corpo del genitore amato, quello che è "buono", quindi gradevole, diviene "male" , ossia cattivo.» In quel desiderio proibito è la nascita del senso di colpa e di ogni nevrosi.

## Sindrome del sopravvissuto
Nell'ambito del disturbo da stress post-traumatico (PTSD), la sindrome del sopravvissuto si configura come uno dei principali sintomi, caratterizzato principalmente dal senso di colpa.
I sopravvissuti si sentono in colpa perché gratuitamente privilegiati rispetto a coloro che sono morti o sono stati irreparabilmente danneggiati; essi si ritengono responsabili di non aver fatto abbastanza per prevenire la catastrofe e le sue conseguenze.

## Patologia del senso di colpa
Un comportamento patologico si rinviene in coloro che non provano alcun senso di colpa come effetto delle loro trasgressioni.